# آیداویل (ایندیانا)
آیداویل (به انگلیسی: Idaville) یک منطقهٔ مسکونی در ایالات متحده آمریکا است که در شهرستان وایت، ایندیانا واقع شده‌است. آیداویل ۲۱۸ متر بالاتر از سطح دریا واقع شده‌است.